# Bélgica (buque)
El RV Bélgica es un buque de investigación oceanográfica del Real Instituto Belga de Ciencias Naturales y la Marina Real Belga. Está tripulado por tres oficiales navales, incluido el primer capitán. La naviera francesa Genavir ha sido designada por el gobierno belga como operador y se hará cargo del resto de la tripulación.
El barco fue botado el 11 de febrero de 2020 y bautizado en Gante el 25 de junio de 2022 por la princesa heredera Elisabeth. Su puerto base es la Base Marina Zeebrugge. El RV Bélgica tiene el estatus de barco auxiliar de la armada belga.

## Gestión y tareas
La gestión del RV Bélgica y su equipamiento científico, así como la organización y planificación de los viajes científicos por mar, la lleva a cabo la Unidad de Gestión del Servicio Científico del Modelo Matemático del Mar del Norte (MUMM).
El barco tiene 71,4 metros de eslora, 16,8 metros de manga y tiene un calado de 4,8 metros. Pesa 3 691 toneladas completamente tripulado y cargado.

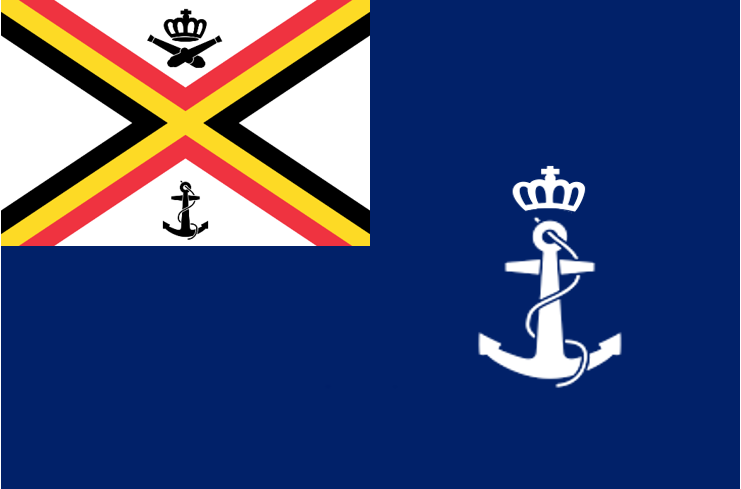
Bandera del RV Bélgica.

El objetivo principal del buque es monitorear la fauna y la flora del Mar del Norte mediante la recopilación de todo tipo de datos (biológicos, químicos, físicos, geológicos e hidrodinámicos). Funciona como un laboratorio completamente equipado y coopera con universidades belgas y otros institutos científicos, también internacionales.
Uno de los usuarios frecuentes del Bélgica es el Instituto de Investigaciones Agrarias, Pesqueras y Alimentarias, que utiliza el buque para realizar estimaciones de existencias de especies de peces comerciales, monitorear las perturbaciones humanas del medio ambiente marino y probar innovaciones técnicas relacionadas con la pesca de arrastre.
También tiene la tarea de investigar el medio ambiente en caso de derrames de petróleo.